# Synodontis

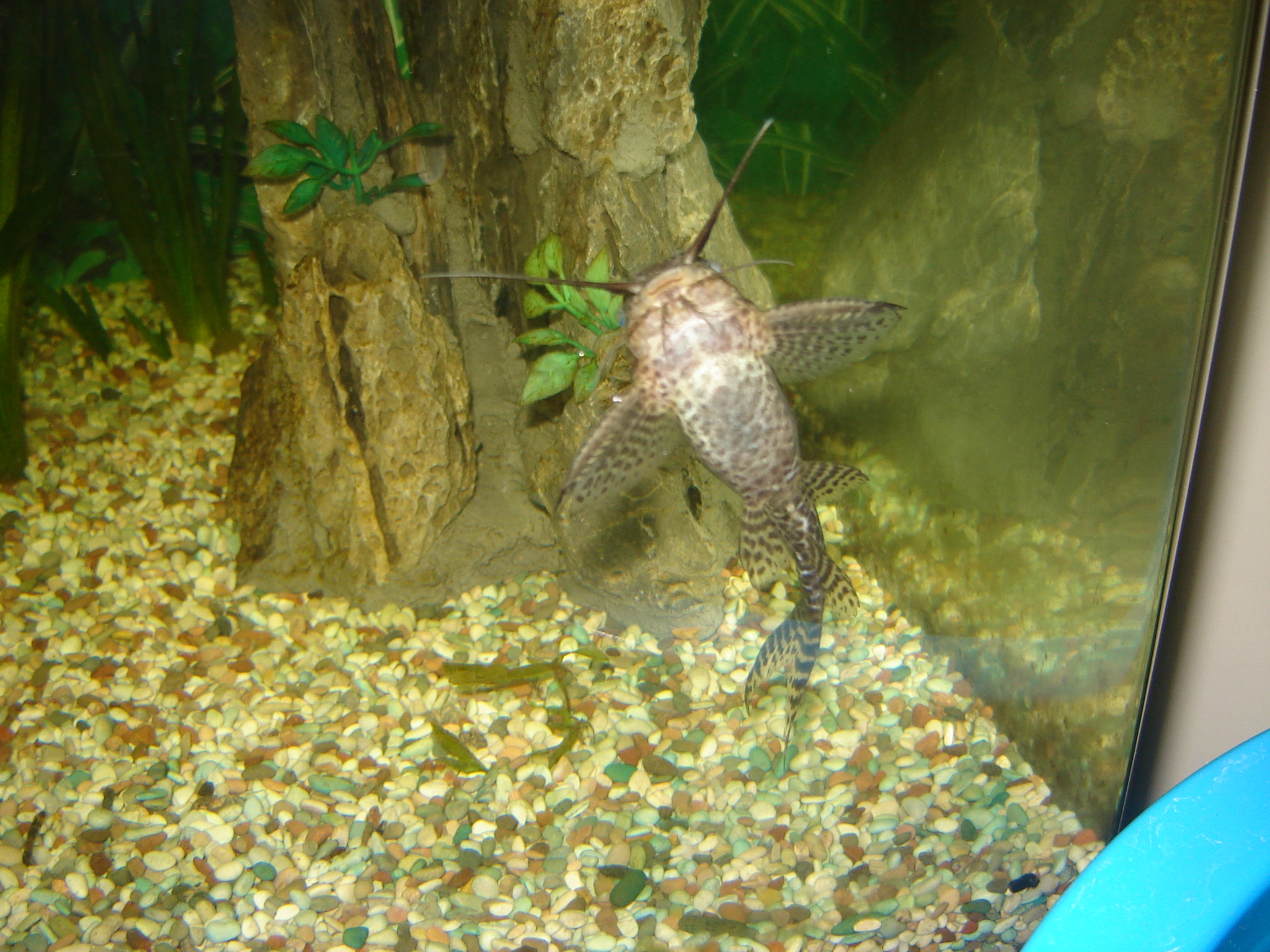
Synodontis eupterus

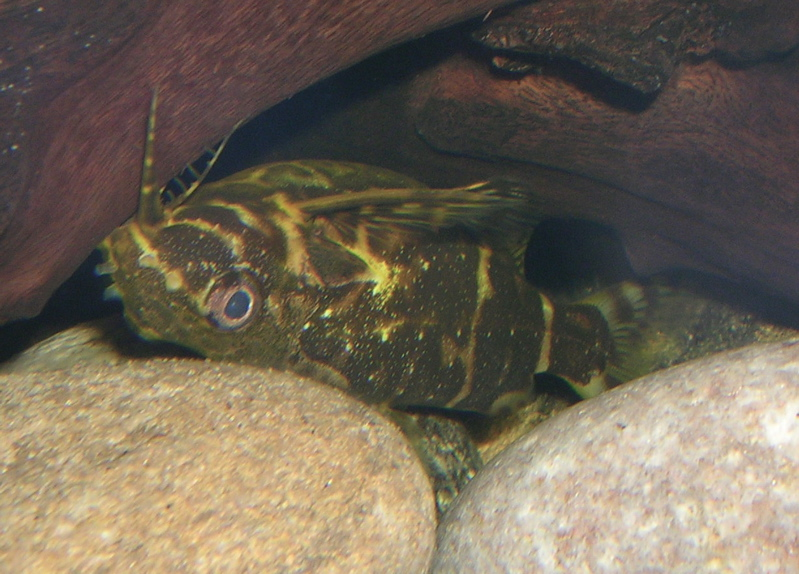
Synodontis nigriventris

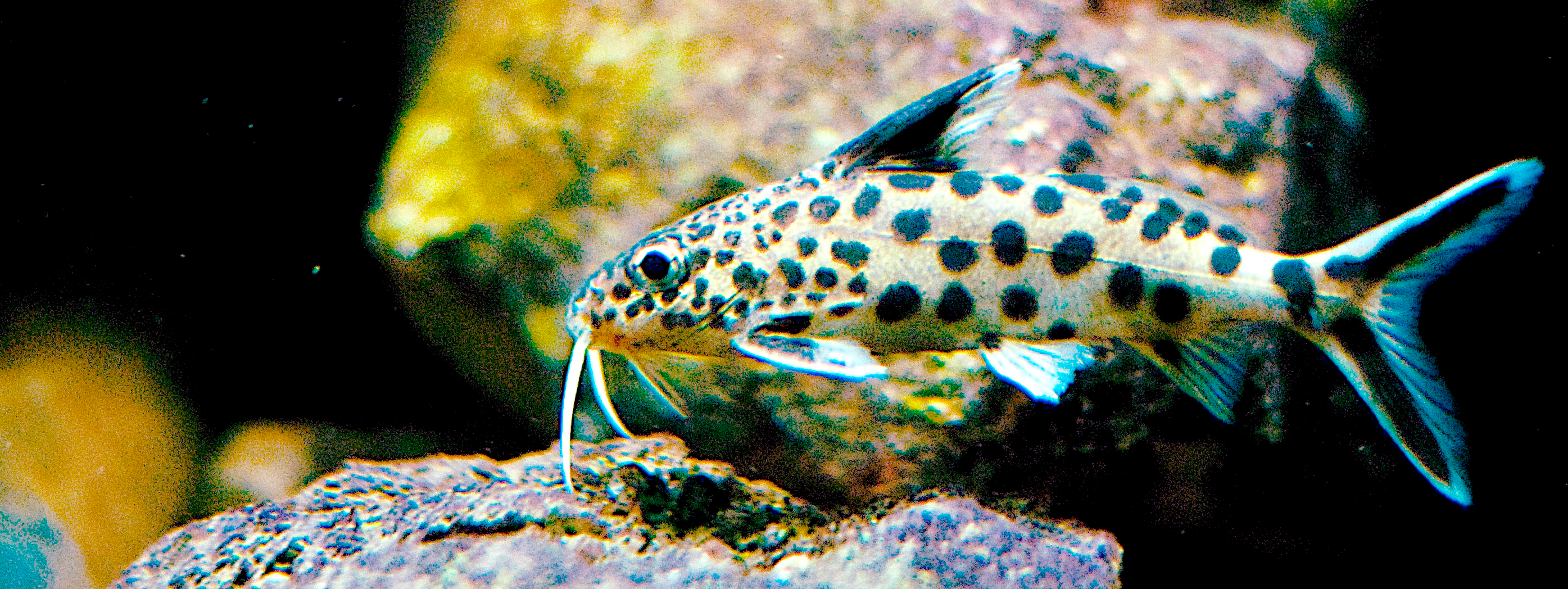
Synodontis multipunctatus

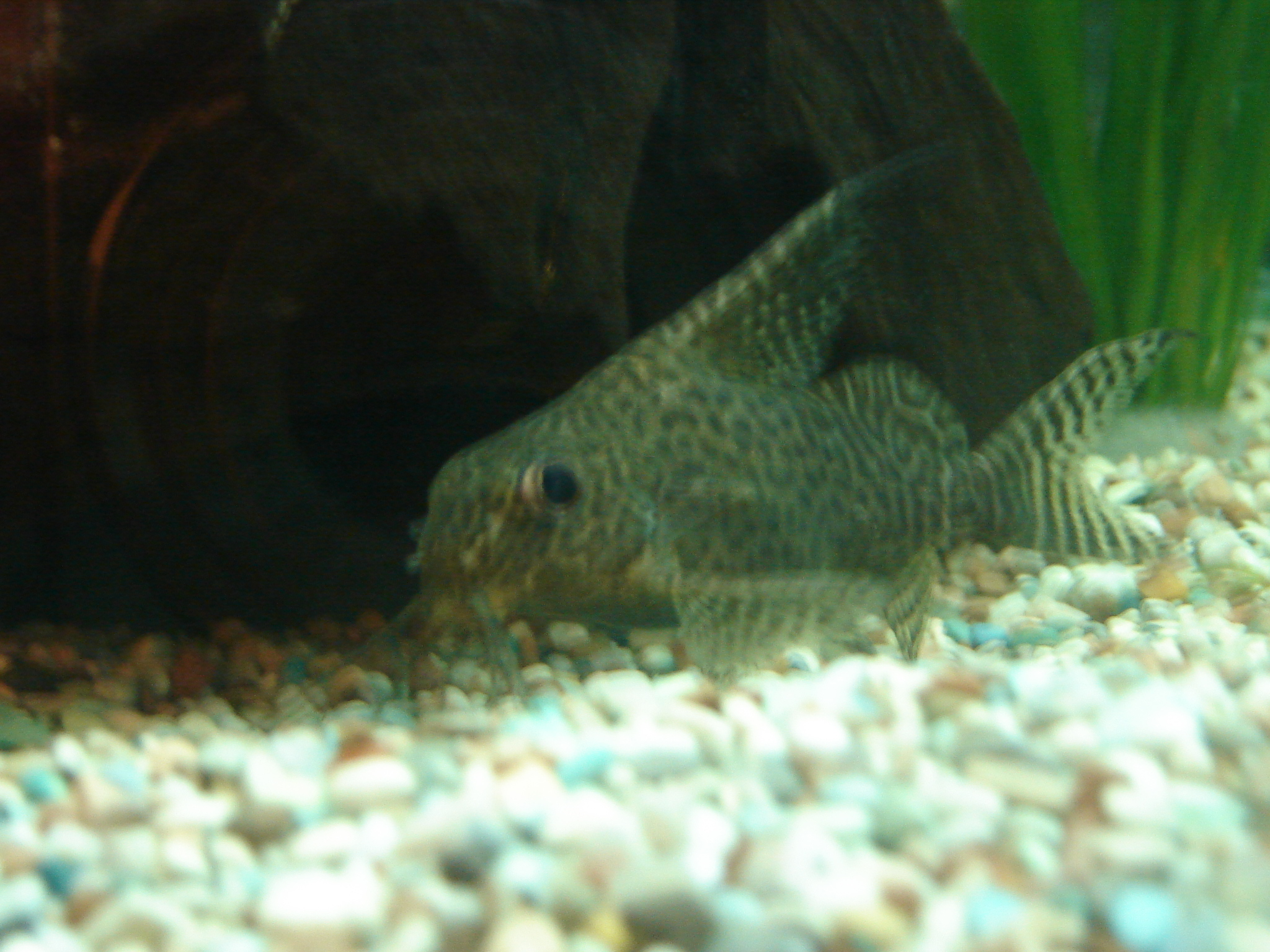
Synodontis eupterus

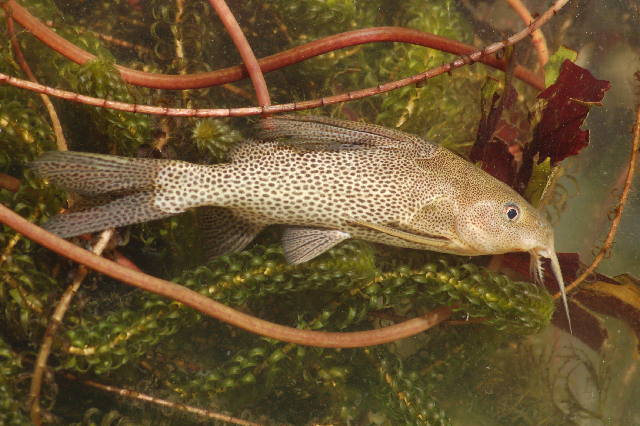
Synodontis leopardinus

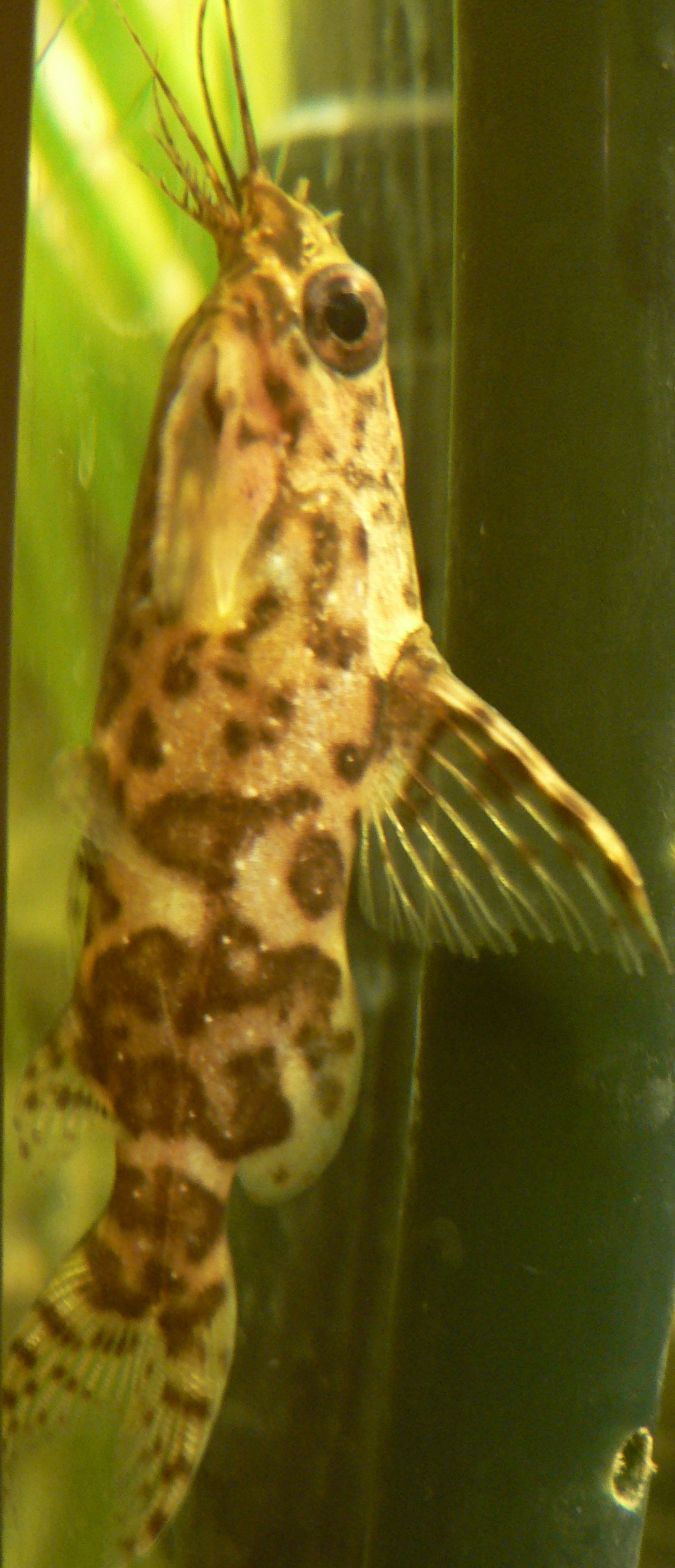
Synodontis nigriventris

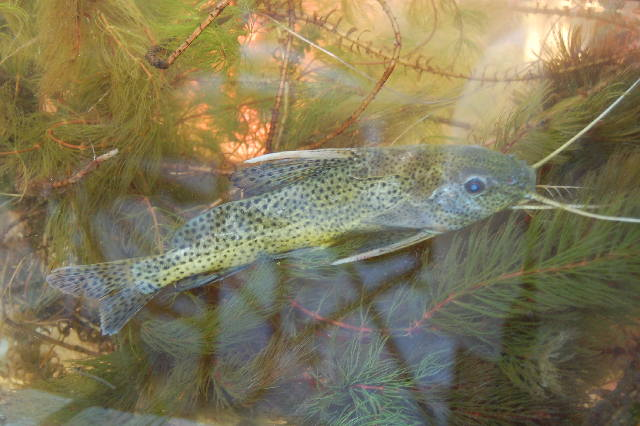
Synodontis nigromaculatus

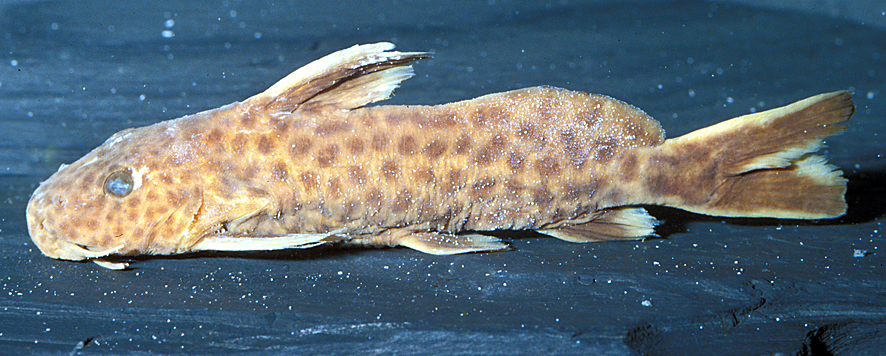
Synodontis petricola

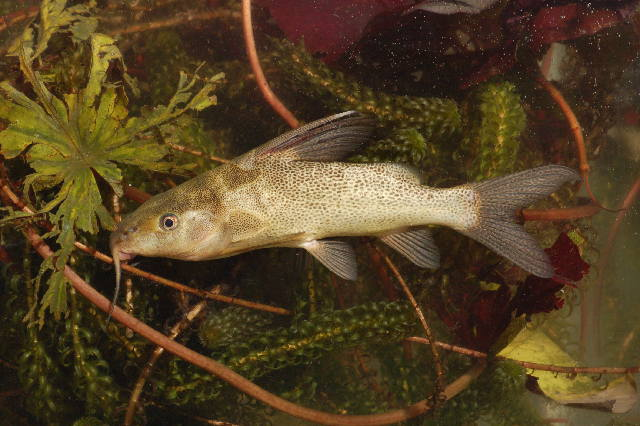
Synodontis thamalakanensis

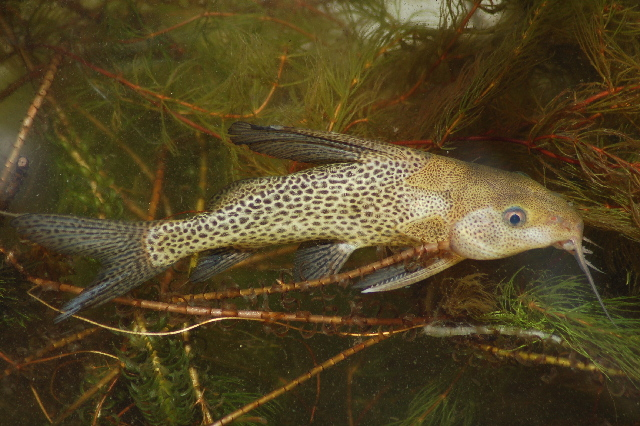
Synodontis woosnami

Synodontis és un gènere de peixos de la família dels mochòkids i de l'ordre dels siluriformes.

## Morfologia
- És format per espècies de mida petita o mitjana[3]

## Distribució geogràfica
Es troba a l'Àfrica subsahariana i a la conca del riu Nil.

## Observacions
Algunes de les seues espècies són emprades com a aliments per als humans o com a peixos ornamentals dins d'aquaris

## Taxonomia
- Synodontis acanthomias (Boulenger, 1899)[6]
- Synodontis acanthoperca (Friel & Vigliotta, 2006)[7]
- Synodontis afrofischeri (Hilgendorf, 1888)[8]
- Synodontis alberti (Schilthuis, 1891)[9]
- Synodontis albolineata (Pellegrin, 1924)[10]
- Synodontis angelica (Schilthuis, 1891)[9]
- Synodontis annectens (Boulenger, 1911)[11]
- Synodontis ansorgii (Boulenger, 1911)[12]
- Synodontis arnoulti (Roman, 1966)[13]
- Synodontis aterrima (Poll & Roberts, 1968)[14]
- Synodontis bastiani (Daget, 1948)[15]
- Synodontis batesii (Boulenger, 1907)[16]
- Synodontis brichardi (Poll, 1959)[17]
- Synodontis budgetti (Boulenger, 1911)[18]
- Synodontis camelopardalis (Poll, 1971)[19]
- Synodontis caudalis (Boulenger, 1899)[6]
- Synodontis caudovittata (Boulenger, 1901)[20]
- Synodontis centralis (Poll, 1971)[19]
- Synodontis clarias (Linnaeus, 1758)[21]
- Synodontis comoensis (Daget & Lévêque, 1981)[22]
- Synodontis congica (Poll, 1971)[23]
- Synodontis contracta (Vinciguerra, 1928)[24]
- Synodontis courteti (Pellegrin, 1906)[25]
- Synodontis cuangoana (Poll, 1971)[19]
- Synodontis decora (Boulenger, 1899)[6]
- Synodontis dekimpei (Paugy, 1987)[26]
- Synodontis depauwi (Boulenger, 1899)[6]
- Synodontis dhonti (Boulenger, 1917)[27]
- Synodontis dorsomaculatus (Poll, 1971)[19]
- Synodontis eupterus (Boulenger, 1901)[28]
- Synodontis fascipinna (Nichols & La Monte, 1953)[29]
- Synodontis filamentosa (Boulenger, 1901)[20]
- Synodontis flavitaeniatus (Boulenger, 1919)[30]
- Synodontis frontosa (Vaillant, 1895)[31]
- Synodontis fuelleborni (Hilgendorf & Pappenheim, 1903)[32]
- Synodontis gambiensis (Günther, 1864)[33]
- Synodontis geledensis (Günther, 1896)[34]
- Synodontis gobroni (Daget, 1954)[35]
- Synodontis grandiops (Wright & Page, 2006)[36]
- Synodontis granulosa (Boulenger, 1900)[37]
- Synodontis greshoffi (Schilthuis, 1891)[9]
- Synodontis guttata (Günther, 1865)[38]
- Synodontis haugi (Pellegrin, 1906)[39]
- Synodontis ilebrevis (Wright & Page, 2006)[40]
- Synodontis iturii (Steindachner, 1911)[41]
- Synodontis katangae (Poll, 1971)[19]
- Synodontis khartoumensis (Gideiri, 1967)[42]
- Synodontis koensis (Pellegrin, 1933)[43]
- Synodontis kogonensis (Musschoot & Lalèyè, 2008)[44]
- Synodontis laessoei (Norman, 1923)[45]
- Synodontis leoparda (Pfeffer, 1896)[46]
- Synodontis leopardina (Pellegrin, 1914)[47]
- Synodontis levequei (Paugy, 1987)[48]
- Synodontis longirostris (Boulenger, 1902)[49]
- Synodontis longispinis (Pellegrin, 1930)[50]
- Synodontis lucipinnis (Wright & Page, 2006)[40]
- Synodontis lufirae (Poll, 1971)[19]
- Synodontis macrophthalmus (Poll, 1971)[19]
- Synodontis macrops (Greenwood, 1963)[51]
- Synodontis macropunctata (Wright & Page, 2008)[52]
- Synodontis macrostigma (Boulenger, 1911)[53]
- Synodontis macrostoma (Skelton & White, 1990)[54]
- Synodontis manni (De Vos, 2001)[55]
- Synodontis marmoratus (Lönnberg, 1895)[56]
- Synodontis matthesi (Poll, 1971)[19]
- Synodontis melanoptera (Boulenger, 1903)[57]
- Synodontis membranaceus (Geoffroy Saint-Hilaire, 1809)
- Synodontis multimaculatus (Boulenger, 1902)[49]
- Synodontis multipunctatus (Boulenger, 1898)[58]
- Synodontis nebulosus (Peters, 1852)[59]
- Synodontis ngouniensis (De Weirdt, Vreven & Fermon, 2008)[60]
- Synodontis nigrita (Valenciennes, 1840)[61]
- Synodontis nigriventris (David, 1936)[62]
- Synodontis nigromaculata (Boulenger, 1905)[63]
- Synodontis njassae (Keilhack, 1908)[64]
- Synodontis notatus (Vaillant, 1893)
- Synodontis nummifer (Boulenger, 1899)[6]
- Synodontis obesus (Boulenger, 1898)[65]
- Synodontis ocellifer (Boulenger, 1900)[66]
- Synodontis omias (Günther, 1864)[67]
- Synodontis ornatipinnis (Boulenger, 1899)[68]
- Synodontis ornatissima (Gosse, 1982)[69]
- Synodontis ouemeensis (Musschoot & Lalèyè, 2008)[70]
- Synodontis pardalis (Boulenger, 1908)[71]
- Synodontis petricola (Matthes, 1959)[72]
- Synodontis pleurops (Boulenger, 1897)[73]
- Synodontis polli (Gosse, 1982)[69]
- Synodontis polyodon (Vaillant, 1895)[74]
- Synodontis polystigma (Boulenger, 1915)[75]
- Synodontis pulcher (Poll, 1971)[19]
- Synodontis punctifer (Daget, 1965)[76]
- Synodontis punctulata (Günther, 1889)[77]
- Synodontis rebeli (Holly, 1926)[78]
- Synodontis resupinatus (Boulenger, 1904)[79]
- Synodontis ricardoae (Seegers, 1996)[80]
- Synodontis robbianus (Smith, 1875)[81]
- Synodontis robertsi (Poll, 1974)[82]
- Synodontis ruandae (Matthes, 1959)[83]
- Synodontis rufigiensis (Bailey, 1968)[84]
- Synodontis rukwaensis (Hilgendorf & Pappenheim, 1903)[32]
- Synodontis schall (Bloch & Schneider, 1801)[85]
- Synodontis schoutedeni (David, 1936)[62]
- Synodontis serpentis (Whitehead, 1962)[86]
- Synodontis serrata (Rüppell, 1829)[87]
- Synodontis smiti (Boulenger, 1902)[49]
- Synodontis soloni (Boulenger, 1899)[68]
- Synodontis sorex (Günther, 1864)[88]
- Synodontis steindachneri (Boulenger, 1913)[89]
- Synodontis tanganyicae (Borodin, 1936)[90]
- Synodontis tessmanni (Pappenheim, 1911)[91]
- Synodontis thamalakanensis (Fowler, 1935)[92]
- Synodontis thysi (Poll, 1971)[19]
- Synodontis tourei (Daget, 1962)[93]
- Synodontis unicolor (Boulenger, 1915)[75]
- Synodontis vaillanti (Boulenger, 1897)
- Synodontis vanderwaali (Skelton & White, 1990)[94]
- Synodontis velifer (Norman, 1935)[95]
- Synodontis vermiculata (Daget, 1954)[35]
- Synodontis victoriae (Boulenger, 1906)[96]
- Synodontis violacea (Pellegrin, 1919)[97]
- Synodontis voltae (Roman, 1975)[98]
- Synodontis waterloti (Daget, 1962)[99]
- Synodontis woleuensis (Friel & Sullivan, 2008)[100]
- Synodontis woosnami (Boulenger, 1911)[53]
- Synodontis xiphias (Günther, 1864)[67]
- Synodontis zambezensis (Peters, 1852)[59]
- Synodontis zanzibarica (Peters, 1868)[101][102][103][104][105][106][107][108]